# Robert Trypuz
Robert Trypuz – analityk danych, logik, pasjonat sztucznej inteligencji.

## Wykształcenie i doświadczenie zawodowe
Robert Trypuz jest absolwentem Wydziału Filozofii Katolickiego Uniwersytetu Lubelskiego Jana Pawła II. W 2007 r. uzyskał doktorat z informatyki i telekomunikacji na uniwersytecie w Trydencie (Włochy). Habilitował się w 2017 na KULu, na podstawie pracy Logika deontyczna działań. 
Od 2004 do 2007 roku był pracownikiem naukowym w Laboratory for Applied Ontology (LOA), ISTC-CNR (Włochy).  
Od 2009 do 2023 roku był związany z Katolickim Uniwersytecie Lubelskim Jana Pawła II, od 2020 roku będąc profesorem nadzwyczajnym. 
Od 2013 do 2015 roku był związany z Polskim Zrzeszeniem Producentów Bydła Mięsnego, biorąc udział w projekcie Optimisation of beef production in Poland in line with the “fork to farm strategy”. 
Od 2019 do 2021 roku był kierownikiem projektu FIBO w Enterprise Data Management Council (EDM Council). 
Od 2015 do 2021 roku był członkiem grupy R&D w firmie MakoLab.
Obecnie jest analitykiem danych w firmie Hoffmann-La Roche pełniąc funkcję Senior Semantic Specialist.

## Zainteresowania naukowe
Robert Trypuz działa w obszarze sztucznej inteligencji i Semantic Web. Jako pracownik firmy MakoLab brał udział w tworzeniu rozszerzeń motoryzacyjnych i finansowych dla schema.org. Był także odpowiedzialny za stworzenie inteligentnej wyszukiwarki Search Insights wykorzystującej najbardziej zaawansowane technologie NLP/NLU. Tworzył również modele semantyczne w obszarze life science. 

## Wybrane prace[2][3]
- FAIR Data APIs in the FAIR in Vivo Data Sharing Platform. SEMANTiCS (2022)
- Who is obliged when many are involved? Labelled transition system modelling of how obligation arises, Artificial Intelligence and Law (2021)
- An Infrastructure for Collaborative Ontology Development. FOIS (2021)
- Legal Entity Identifier Blockchained by a Hyperledger Indy Implementation of GraphChain. MTSR (2018)
- GraphChain: A Distributed Database with Explicit Semantics and Chained RDF Graphs. WWW (Companion Volume) (2018)
- Connecting Actions and States in Deontic Logic, Studia Logica (2017)
- Representation of Tensed Relations in OWL - A Survey of Philosophically-Motivated Patterns. MTSR (2017)
- General Legal Entity Identifier Ontology. JOWO@FOIS (2016)
- Machine-Understandable and Processable Representation of UNECE Standards for Meat. Bovine Meat - Carcases and Cuts Case Study. MTSR 2016

- Ontologia praw naukowych w kontekście reprezentacji i udostępniania wyników badań naukowych, Filozofia Nauki (2015)

- Knowledge transfer from agri-food scientific papers to a knowledge base, Annals of Computer Science and Information Systems (2015)

- Semantic representation of proved and disproved statements extracted from scientific papers. Meat science case study, Information Processing in Agriculture (2015)

- O nazywaniu przedmiotów – czyli jak Tadeusz Kotarbiński uczy rozumieć Ontologię Stanisława Leśniewskiego, Roczniki Filozoficzne (2014)
- On deontic action logics based on Boolean algebra, Journal of Logic and Computation (2013)
- Evaluation of beef production and consumption ontology and presentation of its actual and potential applications, Federated Conference on Computer Science and Information Systems (2013)
- Ontology-based representation of scientific laws, Research Conference on Metadata and Semantic Research (2013)

- Towards beef production and consumption ontology and its application, Federated Conference on Computer Science and Information Systems (2012)

- A Norm-giver Meets Deontic Action Logic, Logic and Logical Philosophy (2011)
- Simple Theory of Norm and Action, Theory of Imperatives from Different Points of View (2011)
- A Completeness Proof of Kiczuk's Logic of Physical Change. Stud Logica (2010)
- "Setna" — prosta teoria norm i działań (2008)
- Formal ontology of action: a unifying approach. Doktorat, Univ. of Trento, Italy, (2007)